# Lúmen
Lúmen (símbolo: lm) é a unidade de medida de fluxo luminoso. Um lúmen é o fluxo luminoso dentro de um cone de 1 esferorradiano, emitido por um ponto luminoso com intensidade de 1 candela (em todas as direções). É uma unidade padrão do Sistema Internacional de Unidades.

## Múltiplos do SI
| Múltiplo | Nome       | Símbolo |  | Submúltiplo | Nome       | Símbolo |
| -------- | ---------- | ------- |  | ----------- | ---------- | ------- |
| 100      | lúmen      | lm      |  |             |            |         |
| 101      | decalúmen  | dalm    |  | 10–1        | decilúmen  | dlm     |
| 102      | hectolúmen | hlm     |  | 10–2        | centilúmen | clm     |
| 103      | quilolúmen | klm     |  | 10–3        | mililúmen  | mlm     |
| 106      | megalúmen  | Mlm     |  | 10–6        | microlúmen | µlm     |
| 109      | gigalúmen  | Glm     |  | 10–9        | nanolúmen  | nlm     |
| 1012     | teralúmen  | Tlm     |  | 10–12       | picolúmen  | plm     |
| 1015     | petalúmen  | Plm     |  | 10–15       | femtolúmen | flm     |
| 1018     | exalúmen   | Elm     |  | 10–18       | attolúmen  | alm     |
| 1021     | zettalúmen | Zlm     |  | 10–21       | zeptolúmen | zlm     |
| 1024     | yottalúmen | Ylm     |  | 10–24       | yoctolúmen | ylm     |

### Lúmens ANSI
A saída de luz de projetores (incluindo projetores de vídeo) é tipicamente medida em lúmens. Um procedimento padronizado para medir lúmens foi estabelecido pela American National Standards Institute, o qual envolve fazer uma média de valores obtidos a partir de diferentes medidas tomadas em diferentes posições. Para fins de marketing, o fluxo luminoso de projetores que foram testados de acordo com este procedimento é chamado de "lúmens ANSI", a fim de distingui-lo daqueles obtidos por outros métodos. Medições em lúmens ANSI são em geral mais precisas do que outras técnicas usadas pelos fabricantes de projetores. Tal fato permite que projetores sejam mais facilmente comparados com base em sua especificação de brilho.
O método para medição de lúmens ANSI é definido pelo documento IT7.215, de 1992. Inicialmente o projetor é ajustado para mostrar uma imagem em uma sala à temperatura de 25 graus Celsius. O brilho e o contraste são ajustados de forma que em um quadro totalmente branco, seja possível distinguir entre um bloco de 5% da área total com 95% de branco de pico, e dois retângulos de tamanhos idênticos com 100% e 90% do branco de pico no centro do quadro branco. A saída de luz é então medida no quadro como um todo, a partir de nove localidades específicas, e com estes valores é feita uma média. Esta média é multiplicada pela área total do quadro para dar o brilho do projetor em lumens ANSI.